# تک‌پایه

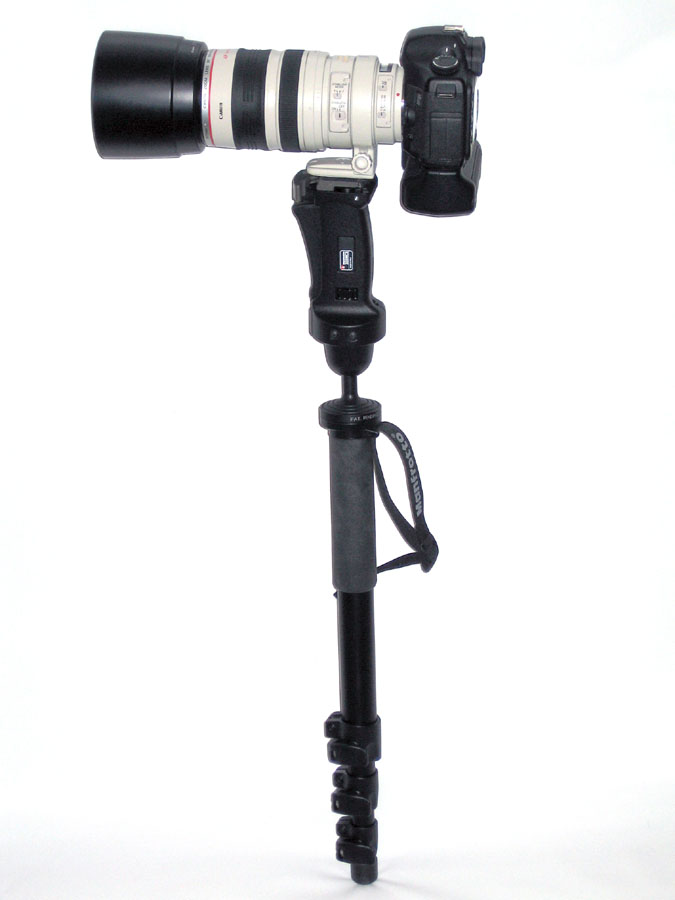
یک تک پایه در حالت بسته

تک‌پایه یا مونوپاد (به انگلیسی: Monopod) از دو واژه Mono به معنی "خود یا تک" و Pod به معنی "دسته یا میله" برگرفته شده است.
مونوپاد وسیله‌ای است که دوربین عکاسی به آن متصل می‌شود و لرزش را تا حدی از بین می‌برد. ساختمان تک‌پایه، همانند ساختمان پایه در سه‌پایه‌ها، تلسکوپی است و ارتفاع دوربینی را که توسط یک پیچ به سر سه‌پایه متصل می‌شود نسبت به زمین افزایش یا کاهش می‌دهد. در قسمت سر آن در مدل‌های پیشرفته‌تر چندین بخش مفصلی متحرک وجود دارد.
یکی از استفاده‌های اصلی تک‌پایه‌ها، تحمل وزن دوربین و لنز است. این مسئله زمانی کاربرد دارد که قرار باشد مدت عکاسی طولانی شود و نیاز به تغییر دادن دائمی دوربین نیز وجود داشته باشد.
از تک پایه‌ها در عکاسی حیات‌وحش، عکاسی ورزشی، عکاسی از موزه‌ها و هنگامی که چرخش سریع دوربین در جهت افقی برای عکاسی مورد نیاز است، مانند ثبت عکس‌های پنینگ، بیشتر استفاده می‌شود.
به‌طور کلی می‌توان موارد زیر را به عنوان برتری آن‌ها نسبت به سه‌پایه‌ها بیان نمود:
- سبک‌تر و جابجایی راحت‌تر به نسبت سه‌پایه‌ها.
- زودتر و سریع‌تر از سه‌پایه‌ها باز می‌شوند
- در مکان‌هایی که استفاده از سه‌پایه سخت یا غیرممکن است، می‌توان از آن‌ها استفاده کرد (مانند: زمین‌های ناهموار یا میان جمعیت و...)
- توانایی انعطاف و حرکت دوربین درجهات مختلف را بیشتر فراهم می‌کنند.

البته برای ثبت عکس‌های با بیشترین کیفیت ممکن، یا عکاسی‌های نیازمند نوردهی بالا (عکاسی در نور کم)، یا برای ثبت عکس‌هایی با نوردهی‌های متفاوت از سوژه‌ای ثابت، بازهم بیشتر عکاسان به سراغ سه‌پایه‌ها می‌روند ولی لازم به ذکر است که تک پایه‌ها را نیز مانند سه‌پایه‌ها می‌توان ثابت بر روی زمین قرار داد، که این کار توسط قطعه‌ای جانبی با عنوان ثابت‌کننده انجام می‌شود.

## منبع
1. ↑  نادر خرمی راد (۱۳۸۸). راهنمای عکاسی دیجیتال. ص. ۷۱.
2. ↑  «Steve's DIGICAMS». بایگانی‌شده از اصلی در ۷ فوریه ۲۰۱۲. دریافت‌شده در ۲۰۱۲-۰۱-۲۴.
3. ↑  «Outdoor Eyes Xtreme». دریافت‌شده در ۲۰۱۲-۰۱-۲۴.
4. ↑  «Light Stalking». بایگانی‌شده از اصلی در ۲۶ ژانویه ۲۰۱۲. دریافت‌شده در ۲۰۱۲-۰۱-۲۴.